# 乌鲁木齐海德酒店
43°47′41″N 87°37′11″E / 43.79460°N 87.61982°E

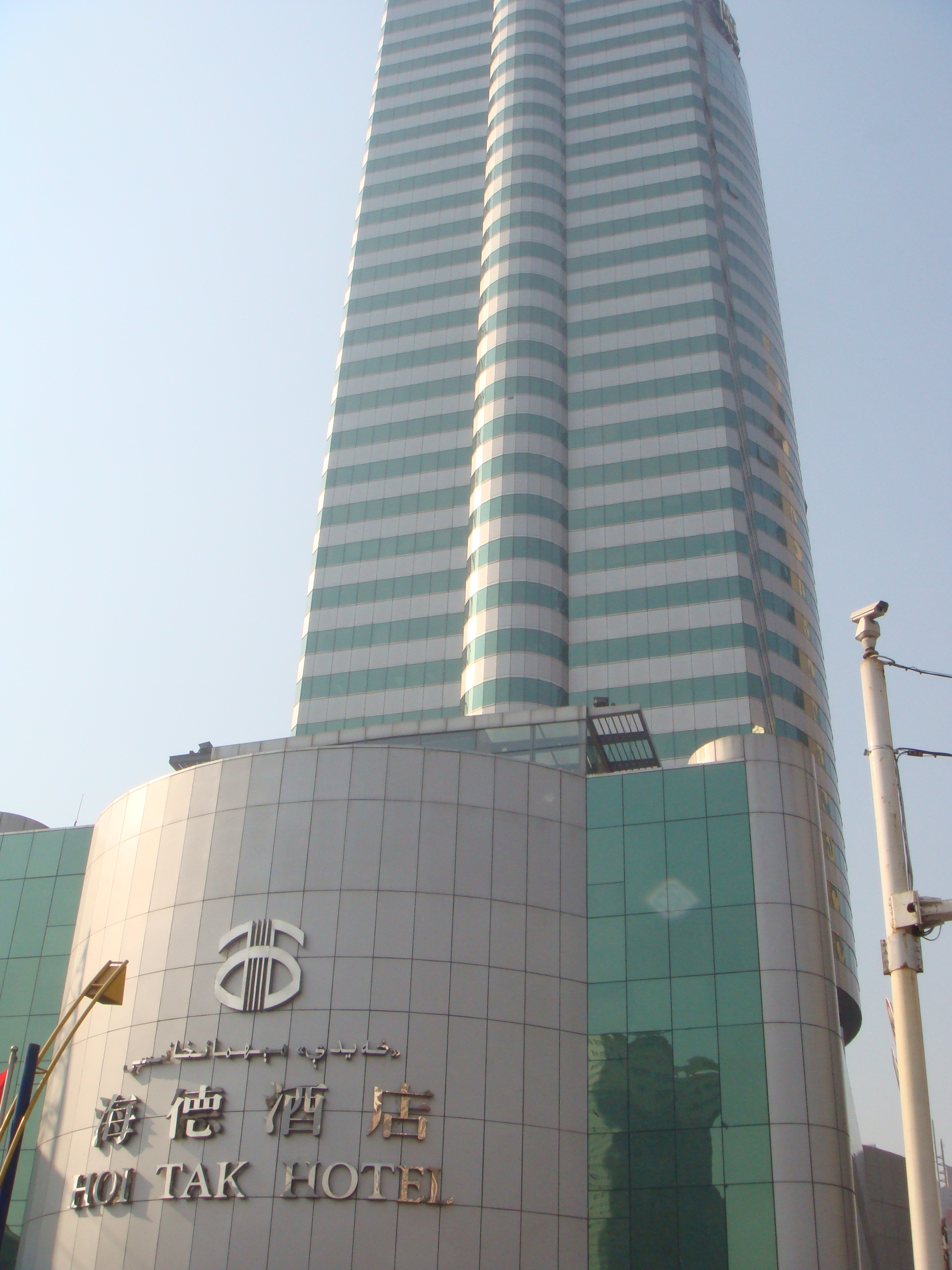
海德大酒店

乌鲁木齐海德酒店，简称海德酒店，位于新疆维吾尔自治区乌鲁木齐市天山区健康路219号，是新疆地区的一座五星级酒店。

## 经营
该酒店成立于1997年，由建筑师孙国城设计。1997年9月，投入试运营，由海德国际（香港）有限公司管理。酒店位于市中心人民广场商业区。
2019年7月2日，新疆维吾尔自治区在海德酒店五楼发布厅，举办《自治区全民健康体检有关情况新闻发布会》。
2021年5月17日上午，2021年度新疆文化旅游工作推进情况暨“5·19”中国旅游日活动新闻发布会在海德酒店召开。